# Nasikabatrachus sahyadrensis
.
La rana viola (Nasikabatrachus sahyadrensis Biju e Bossuyt, 2003) è un anfibio anuro appartenente alla famiglia Nasikabatrachidae.

## Etimologia
Il nome della specie è composto dalla parola sahyadr[i], dal nome delle Montagne Sahyadri (nome indiano del Ghati occidentali) luogo della scoperta della specie, seguito dal suffisso latino ensis, "che vive in".

## Descrizione
L'olotipo della specie è una femmina adulta, di 70 millimetri. Il dorso è viola scuro (da qui il suo nome comune di rana viola). La sua testa è piccola dal muso appuntito.

## Distribuzione e habitat
Questa specie è endemica delle montagne dei Ghati occidentali negli Stati del Kerala e Tamil Nadu in India.

## Tassonomia
La scoperta della specie risale al 2003 e venne inserita sotto il genere Nasikabatrachus e all'interno della famiglia Nasikabatrachidae. Successivi studi eseguiti da altri ricercatori, avevano portato ad inserire la nuova specie all'interno della famiglia Sooglossidae, considerando Nasikabatrachidae un sinonimo della stessa. Ulteriori studi, eseguiti nel 2009 e nel 2011 hanno riclassificato la specie nuovamente sotto la sua famiglia di appartenenza originale, Nasikabatrachidae.